# M1 (mina)
El M1, M1A1 y M4 son minas explosivas antitanque de los Estados Unidos, fabricadas con una carcasa circular de acero y un distintivo sistema de presión en forma de cruz. Estas minas fueron utilizadas durante la Segunda Guerra Mundial, y una copia producida en Argentina fue utilizada durante la guerra de las Malvinas. Otra copia es producida en China, donde se designa como la mina N.º 4. Variantes de la mina también han sido desplegadas en Chad y Túnez.

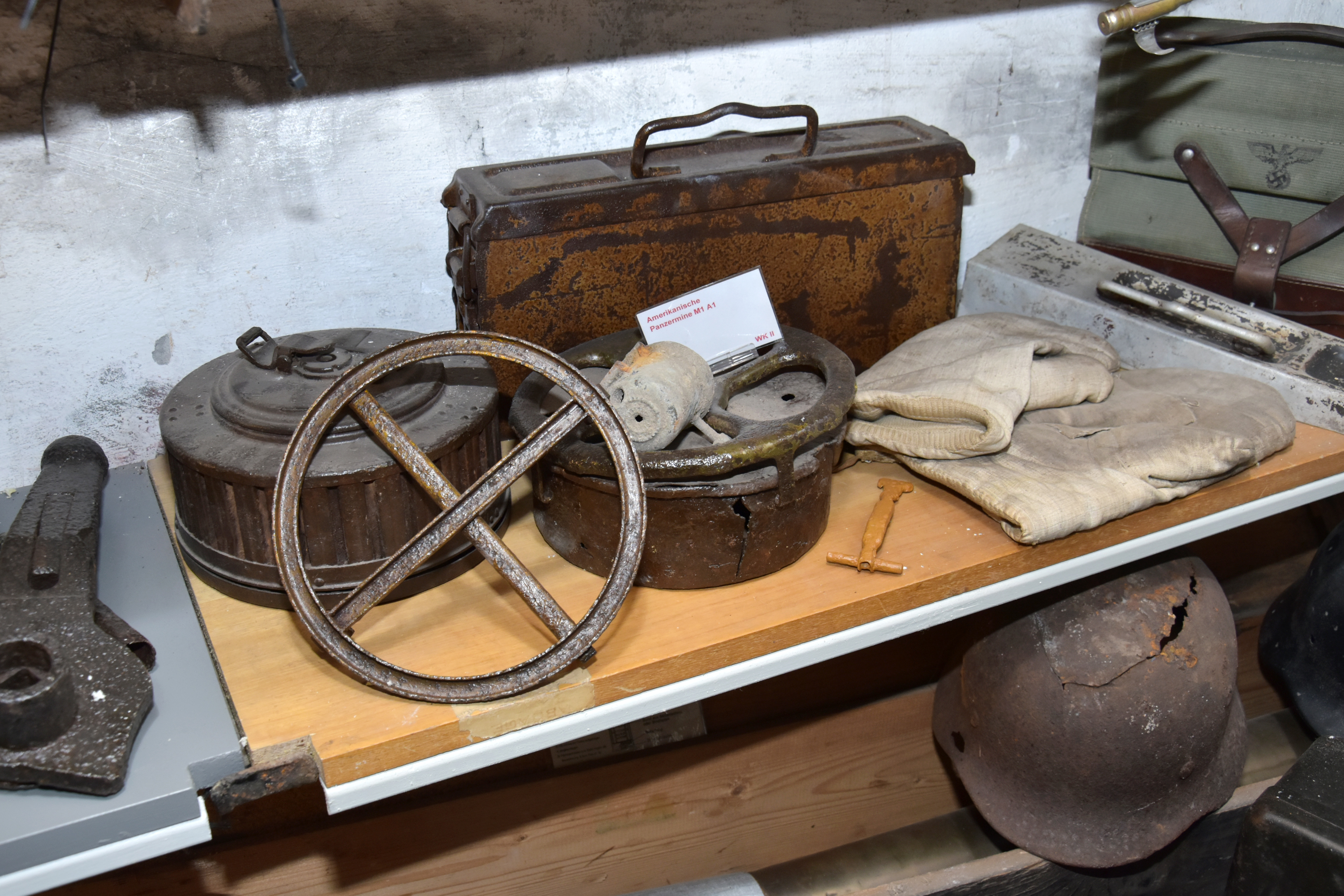
Mina M1

La presión descendente sobre el sistema de presión presiona hacia abajo la cabeza del fulminante, rompiendo un pasador de cizalladura e invirtiendo un resorte de Belleville, haciendo que el percutor caiga hacia abajo en un detonador sensible a la presión, activando la mina. La versión M4 de la mina tiene dos pozos de fulminantes secundarios para que se puedan instalar dispositivos contra manipulaciones.

## Variante
- M1: la mina tiene dos tapones de llenado en la superficie superior.
- M1A1: la mina tiene un solo tapón de llenado en la superficie superior.
- M4: igual que el M1A1, pero con dos pozos secundarios para fulminantes, uno en el lateral y otro en la parte inferior.

## Especificaciones
- Peso: 4.80 kg
- Contenido explosivo: 2.70 kg de TNT
- Altura: 102 mm
- Diámetro: 203 mm
- Presión de operación: de 120 kg a 250 kg[1]